# لارس هولت
لارس هولت (بالنرويجية البوكمول: Lars Holte)‏ هو منتج أسطوانات وملحن نرويجي، ولد في 31 يناير 1966.

## وصلات خارجية
- لارس هولت على موقع ميوزك برينز (الإنجليزية)
- لارس هولت على موقع ديسكوغز (الإنجليزية)